# Empty-Nest-Syndrom
Mit dem Begriff Empty-Nest-Syndrom (ENS, engl. empty nest syndrome) wird eine Gefühlslage von Einsamkeit und Trauer beschrieben, die sich bei der Mutter und/oder dem Vater einstellen kann, nachdem das letzte (oder einzige) Kind das elterliche Haus verlassen hat.
Obwohl der Verlust von Lebensqualität unterschiedlich stark empfunden wird und von verschiedenen Faktoren abhängt, ist das ENS an sich keine Krankheit, sondern Folge eines ganz normalen Lebensereignisses, das es zu bewältigen gilt.

## Symptome und Hintergründe
Wörtlich in die deutsche Sprache übersetzt bedeutet „Empty-Nest-Syndrom“ Leeres-Nest-Syndrom und meint die Anpassungsstörung, die auftreten kann, wenn das letzte Kind das Elternhaus verlässt. Forscher konnten bestätigen, dass es einen Unterschied macht, aus welchem Grund die elterliche Wohnung verlassen wird. Es fällt Eltern leichter zurückzubleiben, wenn das Kind eine Ausbildung, Fortbildung oder einen Studienplatz antritt. Mehr Probleme bereitet es den Eltern, wenn ihr Kind für die Aufnahme einer Arbeitsstelle das Haus verlässt.
Entscheidende Faktoren, die dazu beitragen, ob oder wie stark Eltern sich durch den Auszug ihrer Kinder von ENS betroffen fühlen, sind die Einkommenssituation, die verfügbare Freizeit, der emotionale Rückhalt beim Lebenspartner sowie die allgemeine Lebenszufriedenheit. Eine vergleichende Studie zeigte, dass Elternteile, die zum Zeitpunkt des Auszuges des letzten (oder einzigen) Kindes entweder arbeitssuchend, arbeitslos oder bereits im Ruhestand sind, eine höhere Wahrscheinlichkeit haben, von ENS betroffen zu sein.
Aufgrund der geschlechtsspezifischen Krankheitszuordnung bekommen Frauen wesentlich häufiger Psychopharmaka wie z. B. Antidepressiva verordnet als Männer. Dies betrifft insbesondere die Altersgruppe zwischen 45 und 55 Jahren. Die Annahme, Frauen würden öfter am „Empty-Nest-Syndrom“ leiden, insbesondere wenn sie nun mehr Zeit allein zuhause bleiben (da die Männer häufig mehr arbeiten), ist teilweise einer gesellschaftlichen Erwartung geschuldet.
Hierzu passt auch die Annahme, dass ENS, wenn es mit dem Eintritt der Menopause und entsprechender Disposition zusammentrifft, depressive Episoden oder eine Anpassungsstörung auslösen kann. Das ist per se nicht falsch, kann aber ebenso gut bei anderen Lebensabschnittsübergängen, wie dem Eintritt in den Ruhestand, der Fall sein.
Der Gesundheitswissenschaftler Gerd Glaeske vertritt die Ansicht, es sei notwendig, diese Erwartungen durch die Gendermedizin zu überprüfen, auch um möglichen Abhängigkeiten durch sogenannte Mother’s Little Helper vorzubeugen.
Es wird vermutet, dass alleinerziehende Elternteile häufiger vom Empty-Nest-Syndrom betroffen sind.

## Gegenmaßnahmen
Eine einfache Methode des Entgegenwirkens besteht darin, regelmäßig zu den Kindern Kontakt zu halten, was durch die heutigen technischen Kommunikationsmöglichkeiten (z. B. Instant Messaging) unterstützt wird. Ebenfalls möglich sind die verstärkte Zuwendung zu eigenen Hobbys oder die Wiederaufnahme einer Arbeit. Da Kinder oftmals „Stressfaktoren“ in einer Ehe darstellen, hilft es möglicherweise, sich bewusst zu machen, dass man (unter Umständen) mehr eigene „Freiheit“ und neuen Möglichkeiten der eigenen Zeitgestaltung erhält.
Weitere Empfehlungen zur Überwindung von ENS beinhalten oft folgende Tipps:
- sich neue Hobbys als Paar oder für sich selbst suchen
- alte Freundschaften reaktivieren
- Veränderung des Arbeitsplatzes, Aufgabenbereiches oder des Arbeitspensums
- Ehrenamtliches Engagement
- das Kinderzimmer umgestalten (als Hobbyraum, Gästezimmer usw.)
- gemeinsame Unternehmungen mit dem Partner planen

Falls sich die eigenen Freunde gerade in anderen Lebensphasen befinden, kann man sich auch online mit anderen Betroffenen austauschen. Hierfür gibt es eigene Selbsthilfegruppen, wie die Empty Nest Moms, die sich allerdings – wie schon der Name verrät – nur an Frauen wendet.